# Brun franslav
Brun franslav (Anaptychia runcinata) är en lavart som först beskrevs av William Withering, och fick sitt nu gällande namn av J. R. Laundon. Brun franslav ingår i släktet Anaptychia och familjen Physciaceae.  Arten är reproducerande i Sverige. Inga underarter finns listade i Catalogue of Life.

## Källor

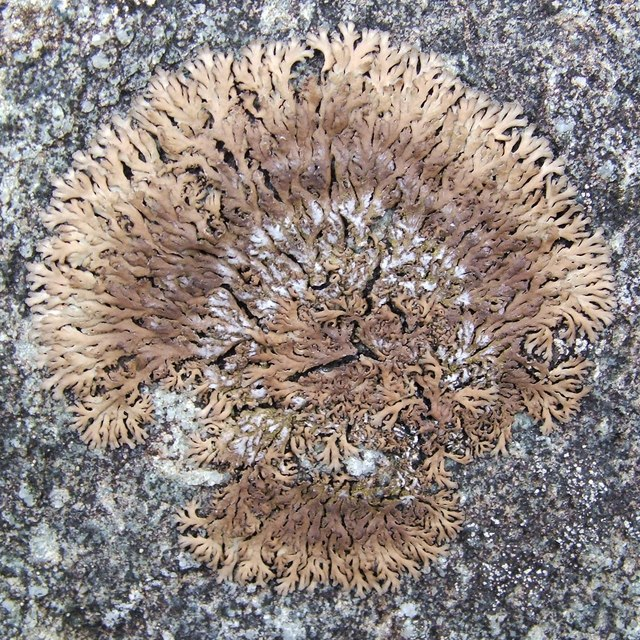
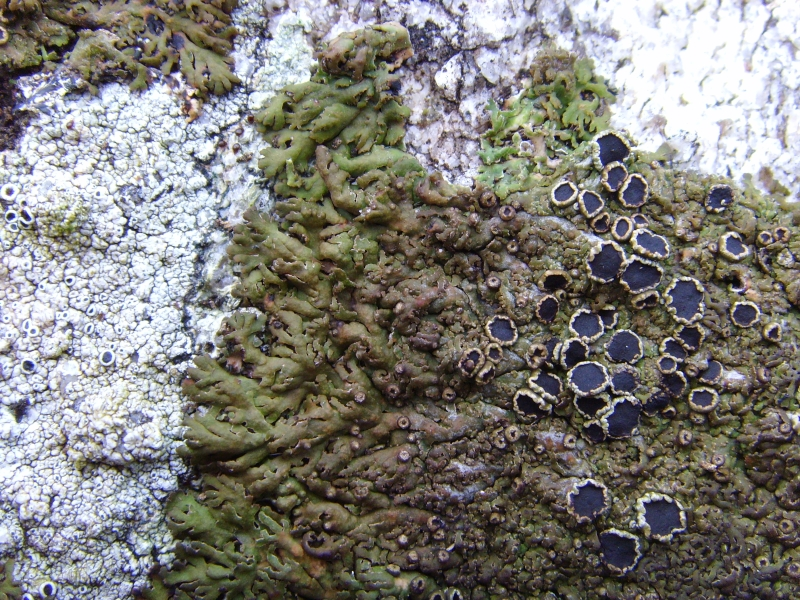
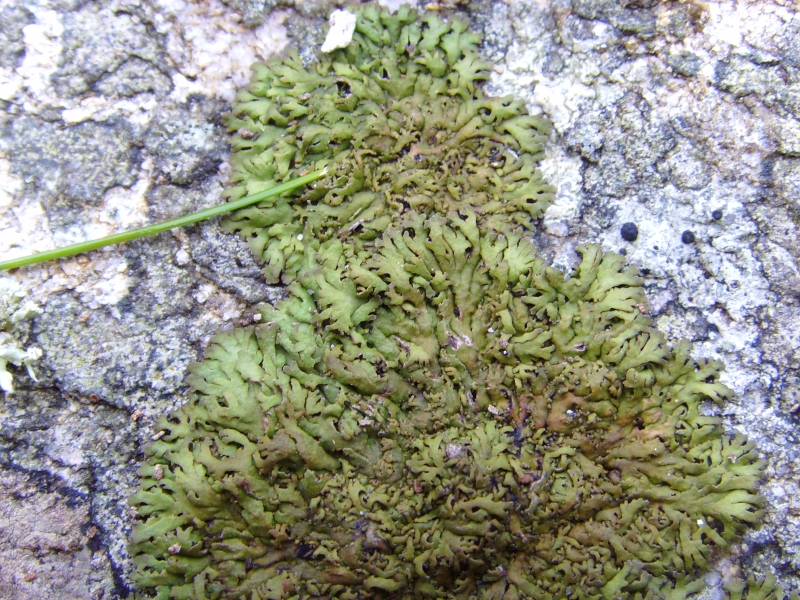